# Casa Belgraniana
La Casa Belgraniana-Solar Histórico es un museo de San Miguel de Tucumán, Tucumán, Argentina. Esta se ubica entre el boulevard Bernabé Aráoz y Bolívar, recreando la casa donde Manuel Belgrano vivió en la provincia.

## Historia
La casa fue originalmente construida en 1816 para ser residencia del general Manuel Belgrano. En este lugar habitó hasta 1820 al retirarse del territorio para fallecer el 20 de junio del mismo año en Buenos Aires. Además, se encontraba cercana al Fuerte de La Ciudadela y el Campo de las Carreras, lugar donde ocurrió la Batalla de Tucumán.
En 2012, en ocasión del Bicentenario de la Batalla de Tucumán, se reconstruyó la vivienda para fungir como museo en honor a Belgrano. La construcción se realizó en base a investigaciones hechas por la Universidad Nacional de Tucumán, el Instituto Belgraniano de Tucumán, el Archivo Histórico provincial, entre otras instituciones e historiadores. El museo fue inaugurado el 27 de septiembre de ese año por el gobernador José Alperovich, el intendente Domingo Amaya con una representación teatral de la época.

## Descripción
La Casa Belgraniana cuenta con una estructura de adobe con techo de paja, dos habitaciones, cocina, un aljibe y una galería al costado de esta similar a la original del prócer. En las habitaciones hay muebles, paneles informativos y pantallas táctiles sobre la vida de Belgrano, hallándose una exposición de muñecos de plastilina que encarnan una muestra del enfrentamiento armado de 1812. Asimismo se extiende un muro anexo de 27 metros del tucumano Aníbal Fernández, que muestra diversos momentos de la campaña en el norte del general Belgrano.